# The Brothers Grunt
A The Brothers Grunt egy 1994-től 1995-ig futott amerikai-kanadai rajzfilmsorozat volt, amelyet Danny Antonucci (akit az Ed, Edd és Eddy miatt ismerhetünk) készített. Egy éves pályafutása ellenére mégis négy évad készült a műsorból. A produkció négy groteszk kinézetű ember bizarr kalandjairól szól. A sorozatra nagy mértékben a "vécéhumor" jellemző. Sokan az egyik legrosszabb rajzfilmnek tartják, a cselekmény, a humor és az animáció miatt. (Főleg utóbbi miatt érte sok támadás a sorozatot, ugyanis a groteszk és az eltúlzott grafikájú emberek nagyon sok embernek nem tetszettek.)[forrás?] 4 évadot élt meg 35 epizóddal. Magyarországon soha nem vetítették. Amerikában az MTV vetítette 1994. augusztus 15-től 1995. április 9-ig. 30 perces (fél órás) egy epizód.